# Atopsyche kamesa
Atopsyche kamesa är en nattsländeart som beskrevs av Ross och King 1952. Atopsyche kamesa ingår i släktet Atopsyche och familjen Hydrobiosidae. Inga underarter finns listade i Catalogue of Life.

## Bildgalleri

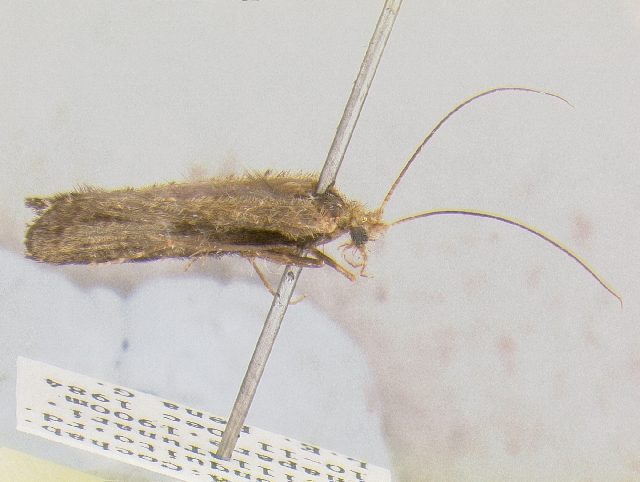